# Deutsche Floorballnationalmannschaft der Frauen
Die deutsche Floorballnationalmannschaft der Frauen präsentiert Deutschland bei Länderspielen und internationalen Turnieren in der Sportart Unihockey. Der sechste Platz bei den Weltmeisterschaften 1999 und 2015 war bisher die beste Platzierung.
Seit Februar 2022 besteht das Trainerteam aus Trainer Joel Heine, Co-Trainern Pavel Semenov und Jukka Peltonen, Athletiktrainer Martin Hoffmann und Teamleiter Andreas Hübsch.

## Platzierungen

### Weltmeisterschaften
| WM   | Austragungsort(e)           | Platz     |
| ---- | --------------------------- | --------- |
| 1997 | Mariehamn und Godby         | 8. Platz  |
| 1999 | Borlänge                    | 6. Platz  |
| 2001 | Riga                        | 7. Platz  |
| 2003 | Bern, Gümligen und Wünnewil | 8. Platz  |
| 2005 | Singapur                    | 12. Platz |
| 2007 | Frederikshavn               | 12. Platz |
| 2009 | Västerås                    | 13. Platz |
| 2011 | St. Gallen                  | 11. Platz |
| 2013 | Brünn, Ostrava              | 8. Platz  |
| 2015 | Tampere                     | 6. Platz  |
| 2017 | Bratislava                  | 10. Platz |
| 2019 | Neuenburg                   | 7. Platz  |
| 2021 | Uppsala                     | 10. Platz |
| 2023 | Singapur                    | 10. Platz |